# Manuel Rubilar
Manuel Enrique Rubilar Boudon (Santiago, Chile, 26 de octubre de 1945) es un exfutbolista chileno. Jugaba de mediocampista y militó en varios clubes de Chile. Formó parte del mítico plantel de Colo Colo de 1973, que disputó la Final de la Copa Libertadores de ese año.

## Trayectoria
En 1958 comienza en las series infantiles de Unión Española, con once años de edad integrando la 2ª Infantil. En 1965 fue enviado a préstamo al Federico Schwager de Coronel, en donde se tituló campeón del Regional de aquel año. En 1966, defendió a Iberia de Puente Alto en la Segunda división. Al año siguiente volvió a los Hispanos y fue revelación del torneo, anotando 11 goles.
Fue transferido a Lota Schwager el año 1968, siendo campeón de Segunda División 1969, ascendiendo a la Primera División. Luis Álamos, su entrenador en Lota Schwager el año 1970, se lo llevó a Colo-Colo cuando tomó la banca del club dos años más tarde. En los albos fue campeón nacional de Primera División 1972 y campeón de la Copa Chile 1974, además de ser subcampeón de la Copa Libertadores 1973, en aquella polémica definición ante Independiente de Avellaneda.
Después defendió a Santiago Morning, Everton y Unión La Calera, en donde se retiró como futbolista profesional en 1978.

## Selección nacional
Fue internacional con la Selección sub-20 de Chile, en el Torneo Sudamericano Sub-20 de Colombia 1964, junto con Elías Figueroa, Carlos Reinoso y Leopoldo Vallejos entre otros, donde obtuvo el cuarto lugar.
A la selección adulta fue llamado en dos oportunidades (en 1971 y 1973), pero no alcanzó a formar como titular en algún partido.

## Clubes
| Club               | País  | Año       |
| ------------------ | ----- | --------- |
| Iberia-Puente Alto | Chile | 1966      |
| Unión Española     | Chile | 1967      |
| Lota Schwager      | Chile | 1968-1971 |
| Colo-Colo          | Chile | 1972-1974 |
| Santiago Morning   | Chile | 1975      |
| Everton            | Chile | 1976      |
| Unión La Calera    | Chile | 1977-1978 |

## Palmarés

### Campeonatos nacionales
| Título           | Club          | País  | Año  |
| ---------------- | ------------- | ----- | ---- |
| Primera B        | Lota Schwager | Chile | 1969 |
| Primera División | Colo-Colo     | Chile | 1972 |
| Copa Chile       | Colo-Colo     | Chile | 1974 |
| Primera División | Everton       | Chile | 1976 |